# Amici di letto (serie televisiva)
Amici di letto (Friends with Benefits) è una serie televisiva statunitense trasmessa dalla NBC creata da Scott Neustadter e Michael H. Weber. La prima ed unica stagione, composta da 13 episodi, è andata in onda dal 5 agosto al 9 settembre 2011. L'ultimo episodio è stato reso disponibile esclusivamente su iTunes e su Netflix il 15 marzo 2017.
In Italia la serie è stata trasmessa su Fox dal 13 dicembre 2012 al 17 gennaio 2013.

## Trama
La serie racconta di un gruppo di amici che vive a Chicago. Una commedia romantica che esplora le vie dell'amicizia, dell'amore e del sesso.

## Episodi
| Stagione       | Episodi | Prima TV USA | Prima TV Italia |
| -------------- | ------- | ------------ | --------------- |
| Prima stagione | 13      | 2011         | 2012-2017       |